# Typotheria
I tipoteri (Typotheria) sono un sottordine di mammiferi notoungulati. Vissero tra il Paleocene e il Pleistocene (tra 60 milioni di anni fa e 500.000 anni fa). I loro resti sono stati ritrovati in Sudamerica.

## Falsi roditori
Di aspetto simile a quello dei roditori, i tipoteri erano in realtà ungulati originatisi probabilmente dal gruppo dei notioprogoni e poi specializzatisi in forme adatte a vivere in tane sotterranee e a rosicchiare vegetali. Generalmente erano di piccole o medie dimensioni, e non superavano la taglia di una lepre, anche se alcune forme potevano raggiungere le dimensioni di una grossa pecora (Mesotherium, Trachytherus, Pseudotypotherium). 

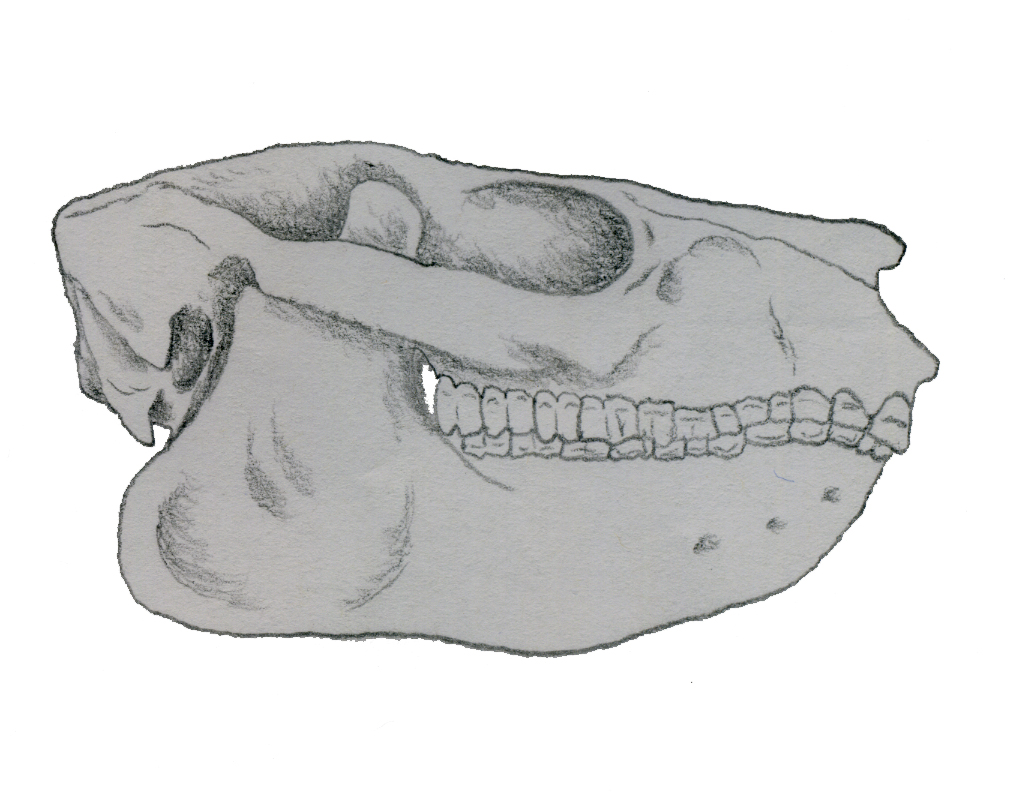
Ricostruzione del cranio di Notopithecus adapinus, un interateriide

All'interno del sottordine si possono riconoscere cinque famiglie: gli archeopitecidi (Archaeopithecidae), gli oldfieldtomasiidi (Oldfieldthomasiidae), i campanorcidi (Campanorcidae), gli interateriidi (Interatheriidae, come Protypotherium) e i mesoteriidi (Mesotheriidae). Quest'ultima famiglia era la più evoluta, e racchiudeva forme dalle forti specializzazioni. La dentatura, ad esempio, possedeva incisivi a crescita continua e dallo smalto presente solo nella superficie anteriore (condizione gliriforme, presente anche nei roditori e nei lagomorfi). Molari e premolari, invece, erano a corona alta (condizione di ipsodontia) e, nelle forme più specializzate, anch'essi a crescita continua. Gli scheletri dei mesoteriidi sono di costituzione robusta e mostrano caratteristiche che fanno supporre abitudini scavatrici: gli artigli, ad esempio, sono profondamente incisi, è presente un osso sesamoide nel gomito e il cinto pelvico è rinforzato dall'aggiunta di vertebre all'osso sacro (Shockey et al., 2007).

## Altre famiglie?

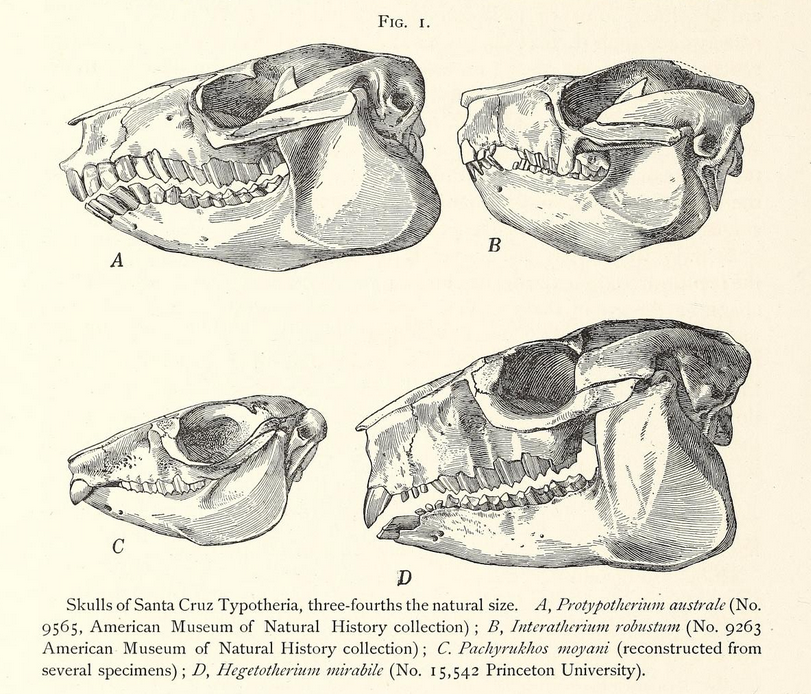
Crani di vari tipoteri del Miocene dell'Argentina

Uno studio di Cifelli (1993) ha mostrato che altre due famiglie di notoungulati, gli archeoiracidi (Archaeohyracidae) e gli egetoteriidi (Hegetotheriidae), debbano essere considerate appartenenti ai tipoteri: è possibile, infatti, che gli archeoiracidi siano ancestrali sia ai mesoteriidi che agli egetoteriidi.

## Biologia
Si presume che almeno gli interateri e i mesoteri fossero animali scavatori. I mesoteri, probabilmente, dissotterravano tuberi e radici; dovevano avere una dieta simile a quella degli attuali vombati. È improbabile, tuttavia, che questi animali scavassero tane molto grandi, a causa della conformazione del corpo e della taglia relativamente grande di questi animali.